# Adam (abbé)
Pour les articles homonymes, voir Adam (homonymie).
Adam (vers 990 – Petacciato, 1072) est un abbé bénédictin italien du Moyen-Âge. Il est vénéré en tant que saint par l'Église catholique et est fêté le 3 juin.

## Biographie
Adam nait vers 990 et est connu comme abbé du monastère de Santa Maria des Îles Tremiti, après avoir été prévôt de l'abbé précédent, Guisenolfo.
Il participa au premier concile de Melfi le 21 août 1059, où il obtint la confirmation papale de l'indépendance de l'abbaye des Îles Tremiti de l'Abbaye territoriale du Mont-Cassin, mais en 1071 il fut déposé de ce monastère par la volonté de l'abbé Desiderio. Il se retira en ermitage dans la cellule de San Paolo à Petacciato, où il mourut,.

## Culte

### Reliques
De la cellule de San Paolo, le corps du bienheureux Adam fut transféré, par des « hommes pieux, mais experts en armes », dans la nuit du 2 au 3 juin 1102 à Guglionesi. Selon la légende, le déplacement aurait été ordonné en rêve par un ange à l'archiprêtre de l'époque, Benedetto di Guglionesi, qui l'aurait alors proclamé saint patron de la ville.
Une première statue en bronze doré fut réalisée par Nicola De Argentis di Guardia en 1153. La tête contenait les os du crâne, des cheveux et des morceaux de vêtements. Au XVe siècle, une statue en cuivre doré avec des arabesques d'or et une tête amovible fut réalisée, afin de pouvoir y insérer la tête reliquaire existante. Cette statue fut volée par les Français de Charles VIII la nuit de la Fête-Dieu en 1496. Les Français auraient tenté de faire fondre la statue à Campobasso et c'est alors qu'ils auraient remarqué la présence des reliques, qu'ils auraient livrées à l'église. Selon la légende, une série de fortes pluies et d'orages se serait abattue sur la ville de Campobasso jusqu'à ce que les reliques soient rendues à Guglionesi.
À cette occasion, une troisième statue, qui pouvait encore contenir le plus ancien reliquaire médiéval en forme de tête, fut réalisée, mais elle fut à nouveau subtilisée, avec son buste reliquaire en argent, dans la nuit du 2 juin 1885. Les reliques furent à nouveau restituées, un an plus tard, par la Cathédrale de Termoli et une autre statue fut fabriquée par la fonderie d'Alessandro Nelli à Rome en 1886, pesant 32 kilogrammes et étant morphologiquement semblable à la véritable apparence du saint patron. Dans la base de cette effigie à mi-corps se trouvent quelques morceaux d'ossements, ainsi que de la poussière d'os.
À ce jour, deux reliquaires sont conservés dans l'église Santa Maria Maggiore à Guglionesi : un ostensoir en argent, donné par la famille Caracciolo-D'Avalos, qui est porté en procession et qui contient morceau d'habit et un morceau d'os, et un autre fait également en argent qui reproduit l'image du saint à mi-corps.

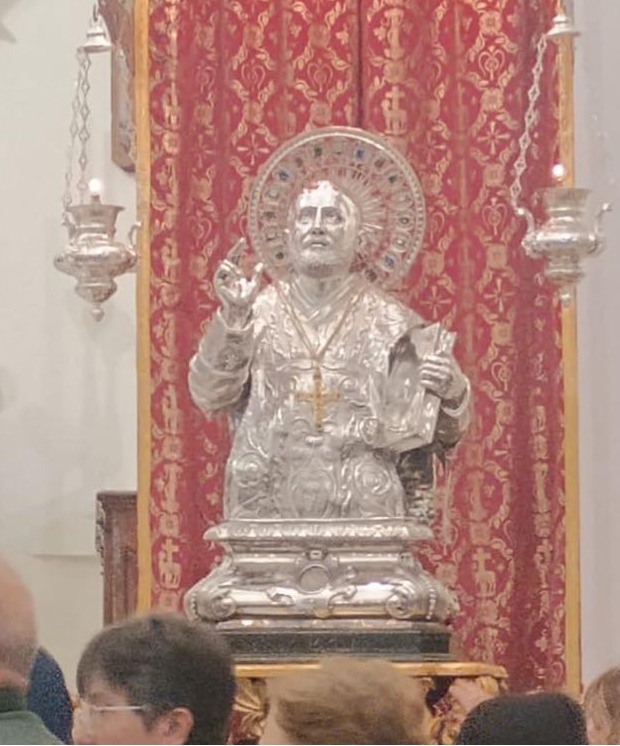
Reliquaire de Saint Adam Abbé exposé dans l'église paroissiale Santa Maria Maggiore à Guglionesi.

### Fontaine de Saint Adam
Les livres d'histoire racontent que pendant le transfert du corps de Petacciato à Guglionesi, les bœufs tirant le char eurent soif et, touchant le sol avec leurs sabots, firent jaillir un jet d'eau qu'on élargit ensuite avec un bâton. Plus tard, plusieurs fontaines furent construites sur le site, dont seulement deux subsistent aujourd'hui.

### Fête patronale à Guglionesi
La fête de Saint Adam, abbé et protecteur, a lieu chaque année du 1er au 3 juin.
L'après-midi du 2 juin, on commémore le transfert du corps du saint de Petacciato : un char triomphal décoré de lierre et tiré par deux bœufs blancs est accueilli à l'orée de la ville avec des feux d'artifice, des prières et de la musique. Par la suite, au même endroit, a lieu la lecture du récit du déplacement en plus d'un bref discours du maire. À la fin de la cérémonie, une courte procession avec le char a lieu jusqu'à l'église paroissiale où les membres de la congrégation du Saint intronisent la statue au son des cloches solennelles et de la marche de l'opéra « Moïse en Egypte » jouée par la fanfare. Ensuite commence la messe solennelle, présidée par l'évêque diocésain.
Le lendemain, après la célébration des messes, dans l'après-midi, a lieu la procession solennelle du saint dans les rues de la ville avec la bénédiction de Guglionesi aux portes de la ville. Autrefois, le cortège était constitué de chars tirées par des bœufs comme celui encore utilisé lors du second jour.

### Saint Adam d'octobre
Le saint patron est également fêté le deuxième dimanche d'octobre sous le titre « della vendemmia » pour commémorer la restitution des reliques par Campobasso. À cette occasion, trois messes solennelles sont célébrées.

### Pages connexes
- Guglionesi
- Îles Tremiti
- Petacciato